# Potter megye (Dél-Dakota)
Potter megye az Amerikai Egyesült Államokban, azon belül Dél-Dakota államban található. Megyeszékhelye és legnagyobb városa Gettysburg. Lakosainak száma 2472 fő (2020. április 1.). Potter megye Walworth, Sully, Edmunds, Faulk, Hyde és Dewey megyékkel határos.

## Népesség
A megye népességének változása:
| Lakosok száma | 2338 | 2362 | 2361 | 2394 | 2320 | 2472 |
|               | 2010 | 2011 | 2012 | 2013 | 2015 | 2020 |